# Klaus Schlaich
Klaus Schlaich (* 1. Mai 1937 in Stetten/Remstal; † 23. Oktober 2005 in Sankt Augustin) war ein deutscher Rechtswissenschaftler und Lehrstuhlinhaber für Öffentliches Recht und Kirchenrecht in Bonn.
Schlaich kam als Sohn von Elisabeth Schlaich, geborene Weiss, und des evangelischen Pfarrers Ludwig Schlaich, der in Stetten die Diakonie-Anstalten leitete, zur Welt; sein Bruder war der Bauingenieur Jörg Schlaich, seine Schwester die Architektin Brigitte Peterhans. Er besuchte das humanistische Gymnasium in Stuttgart, machte 1956 sein Abitur und absolvierte ein Studium generale am Leibniz Kolleg in Tübingen, wo er anschließend das Studium der Rechtswissenschaften an der örtlichen Universität absolvierte und beide juristischen Staatsexamen ablegte. Weiterer Studienort war Berlin. Ab 1962 war er wissenschaftlicher Assistent in Tübingen. 1967 folgte die Promotion, 1971 die Habilitation in Tübingen, jeweils betreut von Martin Heckel, und die Tätigkeit als Privatdozent. Schon 1972 erhielt Schlaich einen Lehrstuhl für Öffentliches Recht und Kirchenrecht an der Universität Bonn. Dort lehrte er, seit 1987 durch schwere Erkrankungen beeinträchtigt, bis zu seiner vorzeitigen Emeritierung im Jahr 1997. Er war Mitglied der Vereinigung für Verfassungsgeschichte.
Klaus Schlaich war ab 1972 mit Katrin Schlaich, geborene Grimm, verheiratet. Das Ehepaar hatte drei Kinder (Sönke, Christoph und Johannes).

## Schriften (Auswahl)
- Kollegialtheorie. Kirche, Recht und Staat in der Aufklärung. 1969.
- Neutralität als verfassungsrechtliches Prinzip. 1972.
- maioritas, protestatio. Die Verfassung im Reichstag des Heiligen Römischen Reichs Deutscher Nationen. 1977.
- Die Beschränkung der Wählbarkeit von Beamten. 1979.
- Die Verfassungsgerichtsbarkeit im Gefüge der Staatsfunktionen. 1981.
- Gesammelte Aufsätze. Kirche und Staat von der Reformation bis zum Grundgesetz. Mohr, Tübingen 1997.
- Das Bundesverfassungsgericht. Stellung, Verfahren, Entscheidungen. Ein Studienbuch. C. H. Beck, 4. Auflage 1997 (letzte von Schlaich allein verantwortete Auflage, Fortführung des Werkes durch Stefan Korioth).